# Kactus Jack
Kactus Jack (también conocido como Cactus Jack) fue un grupo español de música punk rock procedente de Oviedo y Gijón. Fueron uno de los principales exponentes del movimiento Xixón Sound.

## Biografía
El grupo se formó en 1991 con varios miembros del grupo asturiano Los Aborígenes: Miguel, Rony Río y José Labra; a los que se sumó Javier Rodríguez a la guitarra. Dieron su primer concierto el 15 de junio de 1991. 
A finales de 1991 se incorpora David Cantalejo al bajo sustituyendo a Miguel. En los primeros años dieron más de 100 conciertos, llegando a ser seleccionados para participar en los IV Encuentros de Jóvenes Artistas de Niort, en Francia en el año 1992. En 1993 graban un EP compartido con el grupo Australian Blonde, con quienes realizan una primera gira por Asturias y Galicia. En 1993 recibieron una oferta de Subterfuge para grabar su primer disco. Dicha oferta acabó siendo aceptada por Australian Blonde mientras que Kactus Jack grabó su primer álbum completo titulado "1993" con el sello independiente asturiano Waco Records.
A finales de 1993 se incorpora Juan Barreiro como segundo guitarra y realizan una gira por toda España. En ese año consiguieron un accésit en el V concurso de pop-rock Villa de Bilbao así como el premio Superventolín al Mejor Grupo en Directo.
En 1995 José Labra deja el grupo pasando a ocupar el puesto de batería brevemente Roberto Nicieza (primer batería de Australian Blonde) y posteriormente Roberto Tana. Siguieron dando conciertos y aunque en 1998 publicaron un nuevo LP titulado "Sound City", se deciden separar ese mismo año. 
Se juntaron esporádicamente en 2006 con motivo de la presentación del documental Los Años Eléctricos, así como en 2014 y a finales de 2022.

## Formación
- Ronny Río, Voz
- Javier Rodríguez, Guitarra
- David Cantalejo, bajo
- Jose Labra, batería, 1991-1995
- Juan Barreiro, guitarra, 1993-1998
- Roberto Tana, batería, 1995-1998

## Discografía

### Álbumes
- 1993 - 1993 (Waco Records)
- 1995 - Supersex (Waco Records)
- 1998 - Sound City (Astro Discos)

### Singles
- 1993 - Australian Blonde + Kactus Jack (Subterfuge Records)
- 1995 - Fan hasta la muerte (Waco Records)
- 1995 - Supersex Tour EP (Waco Records)
- 1998 - Look at you (Astro discos)

## Grupos relacionados
- Australian Blonde